# Aaron Roterfeld

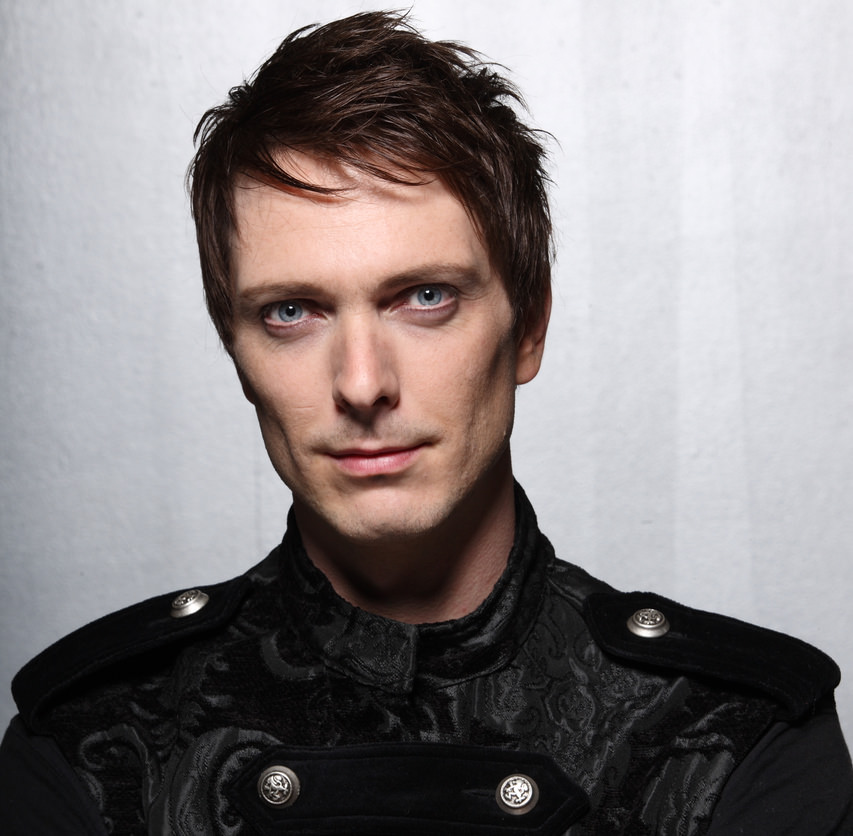
Aaron Roterfeld, 2016

Aaron Roterfeld (* in Innsbruck, Österreich, als Marnus Flatz) ist ein österreichischer Musiker und Unternehmer, der vor allem als Frontmann und Songschreiber der Band Roterfeld bekannt wurde.

## Kindheit und Jugend
Aaron Roterfeld wurde unter dem bürgerlichen Namen Marnus Flatz in Innsbruck geboren. Klavierunterricht bekam er unter anderem von seiner Mutter, die Klavierlehrerin ist. Mit 12 Jahren begann er, eigene Songs zu schreiben. Im Alter von 17 Jahren beendete er gegen den Willen seiner Eltern die Schule und ging nach Afrika, wo er bis zu seinem 18. Lebensjahr von Botswana nach Kenia reiste.

## Musik
Musikalisch trat er seit 2011 öffentlich unter dem Künstlernamen Aaron Roterfeld in Erscheinung. Der Song „STOP“ aus dem Album Blood Diamond Romance stand 8 Wochen in den Top 10 der deutschen Clubcharts (DAC).
Ende November 2011 wurde der Song Great New Life vom Twilight Magazin Icons Vampire Chronicles für die Kinokampagne zum Film Breaking Dawn – Biss zum Ende der Nacht, Teil 1 gewählt.
2012 wurde Roterfeld von den Lesern des Musikmagazins Sonic Seducer zum Newcomer des Jahres ausgezeichnet und für den österreichischen Musikpreis Amadeus Austrian Music Award nominiert.
2015 wurde bekannt, dass er sich einige Wochen zum Songwriting im Libanon aufgehalten hatte.
Während einer Studenten-Demonstration wurde er von einem Tränengas-Projektil getroffen.
Kurz darauf veröffentlichte Roterfeld ein alternatives Musikvideo zum Song Blood Diamond Romance, das sich den Anliegen der Studenten für mehr Transparenz in der Politik widmet. 2018 erschien das zweite Roterfeld-Album Hamlet at Sunset.

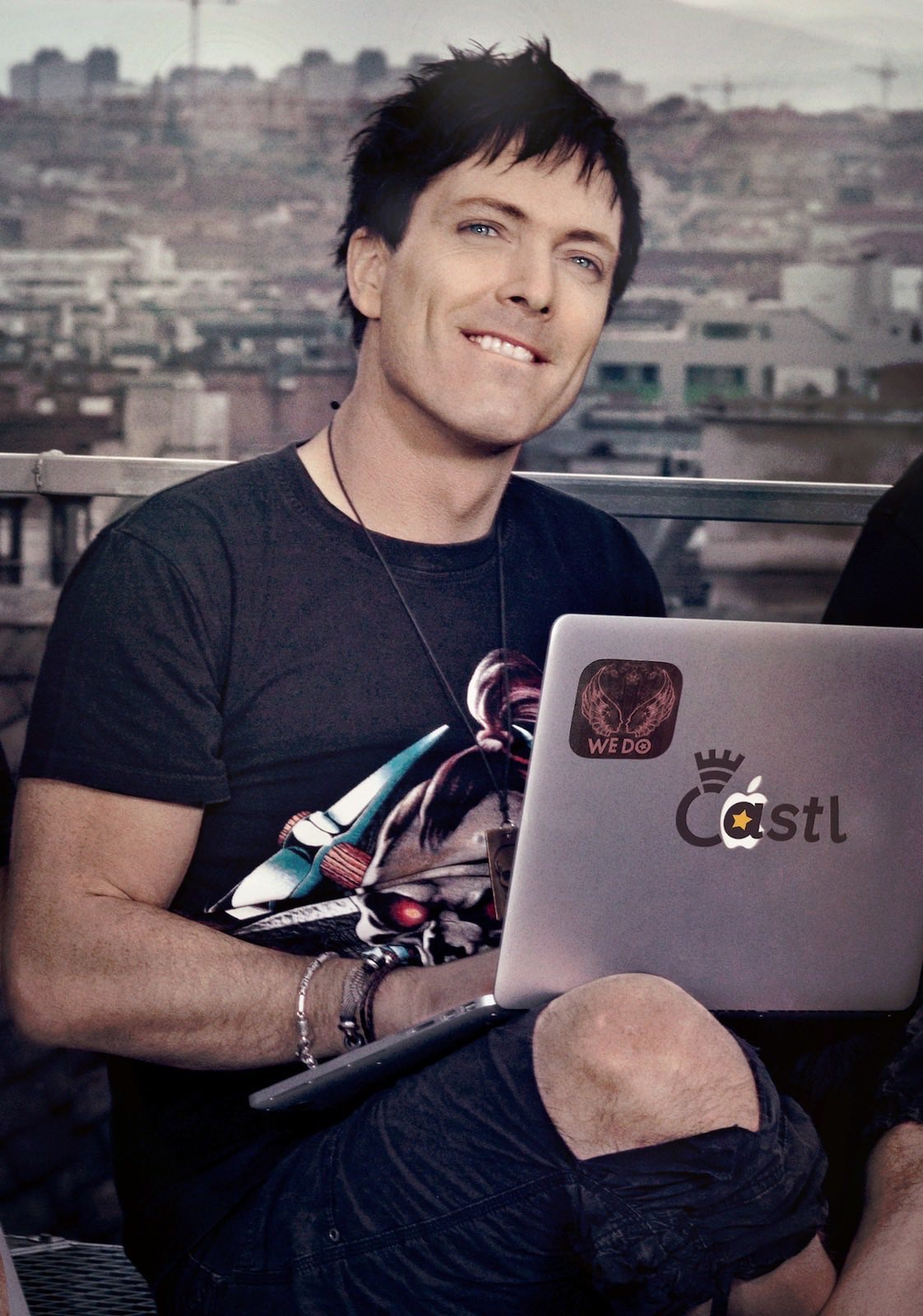
Musiker und Unternehmer Marnus Flatz alias Aaron Roterfeld 2019

→ Hauptartikel: Roterfeld

## Berufliches Wirken
Roterfeld war unter seinem bürgerlichen Namen Marnus Flatz Radio-Moderator beim ORF und wechselte 1998 zu einem privaten Radiosender. 1999 gründete er in Kooperation mit der Sendeanstalt ein Tonstudio und entwickelte 2001 den heute noch gebräuchlichen SARP-Algorithmus zur automatischen Steuerung von Radioprogrammen mittels Software. 2006 entwickelte er eine der frühen marktfähigen Video-On-Demand-Streaminglösungen und 2012 die Einbindung von Text-to-Speech KI für Infotainment Software. 2016 veröffentlichte er eine Dualview-Chat-Technologie und initiierte mit Castl eine sogenannte Share-Revenue-Community auf Basis von Blockchain-Technologie und Social Token. Als CEO und Gründer von Castl geriet er 2019 aufgrund der „Kuh-Kuss-Challenge“ in Kritik. Die Challenge, die während der frühen Testphase der App dazu aufforderte Kühe zu küssen, führte zu einem medialen Schlagabtausch mit der damaligen österreichischen Umweltministerin Elisabeth Köstinger und sorgte international für Schlagzeilen.
Im Januar 2023 wurde bekannt, dass Flatz bereits seit einigen Jahren ein KI-Forschungsprojekt für Kognitions- und Entscheidungsprozesse betreibt, an dem auch der deutsche KI-Pionier Prof. Dr. Dietrich Dörner als Berater beteiligt ist.
Als Marnus Flatz veröffentlichte er 2023 außerdem das Sachbuch „Entfesselte Intelligenz - Dein Freund, Dein Feind, Deine Chance“ über die mögliche Zukunft des Menschen im Zeitalter Künstlicher Intelligenz. Er prägt darin erstmals den Begriff des „Homo Augmentus“ für eine kommende Epoche ab 2040, in der technologische Bauteile als Mainstream-Anwendungen den menschlichen Körper erweitern, regt unter dem Überbegriff „KI Reverse Engineering“ die Erschließung neuer Forschungsfelder zur Lösung des Blackbox-Problems in der KI-Entwicklung an und befürwortet insbesondere die Besteuerung von Robotik und Künstlicher Intelligenz zugunsten eines bedingungslosen Grundeinkommens.
Aaron Roterfeld engagiert sich für Bildung, humanitäre Projekte und Tierschutz.

## Publikationen
Flatz, Marnus: Entfesselte Intelligenz – Dein Freund, Dein Feind, Deine Chance: Was mit den neuen KI-Modellen von GPT-4, Lamda & Co auf uns zukommt. Eigenverlag 2023, ISBN 979-8-368-99477-2